# سیگما سگ بزرگ
سیگما سگ بزرگ یک ستاره است که در صورت فلکی سگ بزرگ قرار دارد.